# Mét nước biển
Mét nước biển (msw) là một đơn vị đo áp suất được sử dụng trong lặn dưới nước. Nó được định nghĩa bằng một phần mười của một bar.
Đơn vị được sử dụng ở Mỹ là foot nước biển (fsw), dựa trên gia tốc trọng lực tiêu chuẩn và mật độ nước biển là 64 lb/ft3. Theo Cẩm nang lặn của Hải quân Hoa Kỳ, một fsw bằng 0,30343 msw, 030643 bar, hoặc 044444 psi, mặc dù có nơi khác cho rằng 33 fsw là 147 psi (một átmốtphe), và một fsw tương đương với khoảng 0,445 psi.
Msw và fsw là những đơn vị thông thường để đo cho sự tiếp xúc với áp lực của thợ lặn được sử dụng trong bảng giảm bớt sức ép và đơn vị của hiệu chuẩn cho pneumofathometers và đồng hồ đo áp lực buồng hyperbaric.

## Feet nước biển
Một átmốtphe xấp xỉ bằng 33 feet nước biển hoặc 14,7 psi, bằng 4,9/11 hoặc khoảng 0,445 psi mỗi foot. Áp suất khí quyển có thể được coi là không đổi ở mực nước biển và những dao động nhỏ do thời tiết thường bị bỏ qua. Áp suất tính bằng fsw và msw là áp suất đo, so với áp suất bề mặt là 1 atm tuyệt đối, ngoại trừ khi chênh lệch áp suất được đo giữa các khóa của buồng hyperbaric, thường được đo bằng fsw và msw.
Áp lực của nước biển ở độ sâu 33 feet tương đương với một átmốtphe. Áp suất tuyệt đối ở độ sâu 33 feet của nước biển là sự kết hợp giữa áp suất khí quyển và thủy tĩnh cho độ sâu đó, và là 66 fsw, hoặc hai atm tuyệt đối. Cứ thêm độ sâu 33 feet, một átmốtphe sẽ được cộng vào. Do đó, ở bề mặt, áp suất của 0 fsw tương đương với áp suất tuyệt đối của 1 atmôtphe chuẩn (14,7 psi), và áp suất đo trong fsw ở bất kỳ độ sâu nào được tăng thêm 1 ata để cung cấp áp suất tuyệt đối. (Áp suất tính bằng ata = Độ sâu tính theo feet/33 + 1) 